# Vespri (romanzo)
Vespri (Vespers) è un romanzo del 1990 di Ed McBain che fa parte del ciclo di polizieschi dell'87º Distretto.

## Trama
Parla principalmente dell'omicidio di un prete; i sospetti sono puntati su una setta satanica, ma questa pista si rivelerà sbagliata. In seguito avverrà un tragico avvenimento ai danni di Carella. Con l'omicidio del prete si incrocia anche un giro di droga tra ragazzi e che il prete aveva probabilmente scoperto. Inoltre è presente uno scontro tra afroamericani e italiani; un nero scappò nella chiesa del prete prima che fosse ucciso, inseguito dagli italiani. Sono anche presenti due studentesse fortemente legate al prete che aiutano le indagini ma il colpevole può essere anche uno di loro. Per finire viene scoperto un particolare inquietante: forse il prete non rispettava in pieno il voto di castità.